# Александрійський зоопарк

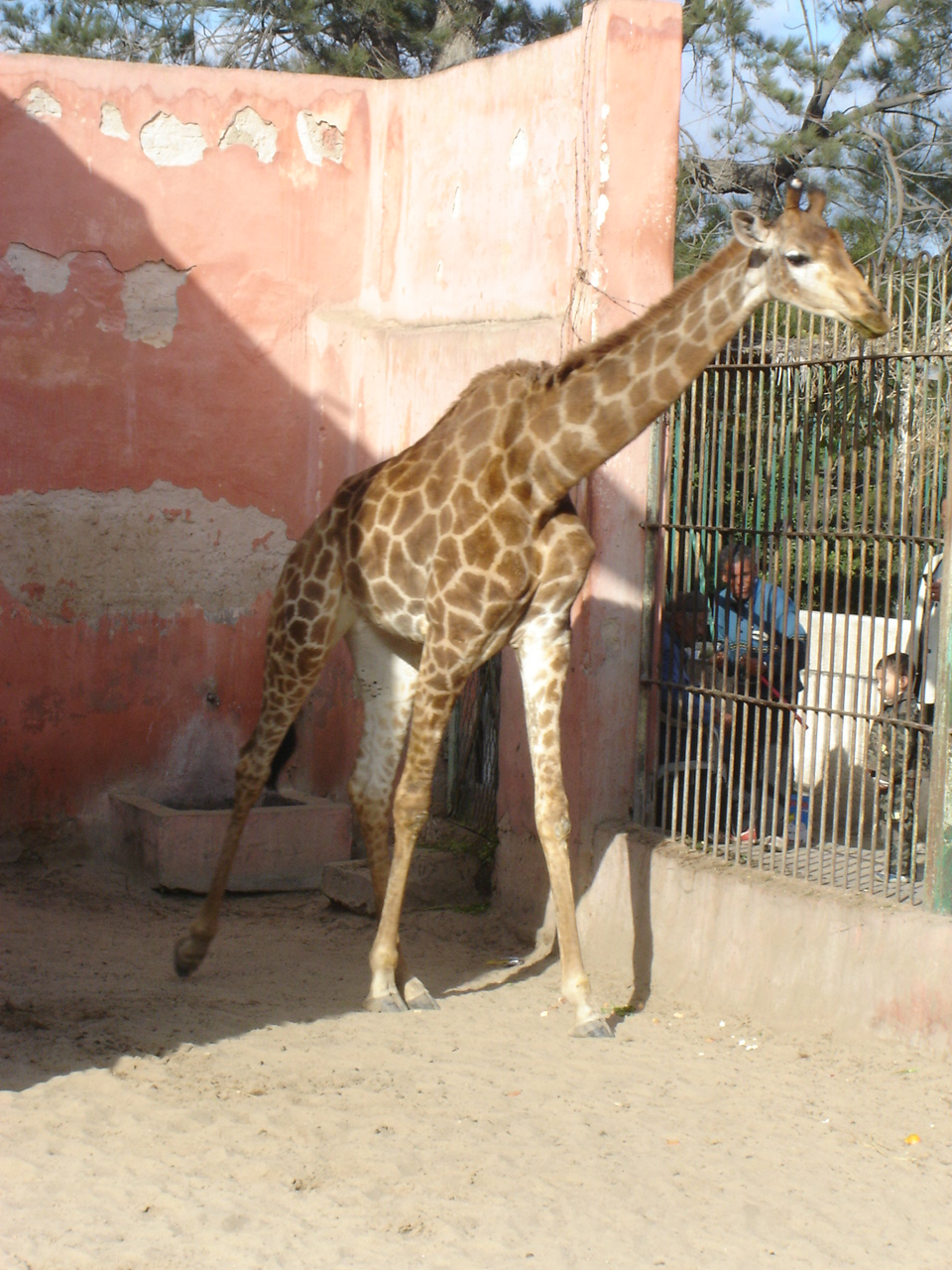
Жирафа в Александрійському зоопарку

Александрійський зоопарк (араб. حديقة حيوانات النزهة, англ. Alexandria Zoo) — зоопарк у місті Александрії в Єгипті.
Зоопарк розташований у околиці Александрії Смуха (Smouha).
Александрійський зоопарк є другим за величиною зоопарком Єгипту (після Каїрського зоопарку (Зоопарку Гізи)). Попри те, що заклад має цілий ряд рідкісних і навіть загрожених тварин у своїй експозиції, зоопарк не здійснює освітні функції, а головною метою є розважання відвідувачів.
Вхідні квитки до Александрійського зоопарку вартують відносно дешево, й за ці гроші відвідувачі можуть ходити по зоопарку та роздивлятись дібраних тварин з усього світу, а за невелику додаткову плату, більшість з них можна погодувати або навіть прокататися на них.
Види, представлені в зоопарку, включають: азійських слонів, гіпопотамів, левів, бенгальських тигрів, леопардів, смугастих гієн, каліфорнійських морських левів, жирафів, зебр, нільгау, підбірку ведмедів (в тому числі полярних) та численні види мавп.
У зоопарку є також Дім рептилій, музей та секція птахів і невеликих ссавців. Відділення рептилій містить декілька ендемічних у Єгипті видів, включаючи єгипетську кобру, нільських крокодилів та дуже загрожених єгипетських черепах.